# Vincenzo Di Donato
Vincenzo Di Donato (Roma, 15 agosto 1887 – Sassoferrato, 17 novembre 1967) è stato un compositore e violoncellista italiano.
Fu allievo di Ottorino Respighi e dedicò gran parte della sua vita all'insegnamento. Fondatore della rivista Rassegna dorica, fu presidente dell'Accademia Filarmonica Romana e direttore della Scuola di musica per ciechi.